# Гріффін – Тубріджі
Гріффін — Тубріджі — наразі демонтований ошфорний газопровід, прокладений у Індійському океані біля західного узбережжя Австралії.
У 1994 році стартувала розробка нафтогазового родовища Гріффін, на якому в районі з глибиною моря 130 метрів встановили плавучу установку з виробництва, зберігання та відвантаження (FPSO) «Griffin Venture FPSO». Частину отриманого в процесі підготовки газу використовували для газліфтних операцій, тоді як іншу подавали на суходіл за допомогою трубопроводу Гріффін — Тубріджі. Він був виконаний у діаметрі 200 мм та мав головну офшорну ділянку завдовжки 60 (за іншими даними — 62) кілометрів. Після виходу на суходіл трубопровід прямував ще кілька кілометрів до початкового пункту газопроводу Тубріджи – Дампір-Банбері, що здійснював подальше транспортування ресурсу.
Розробка Гріффін припинилась у 2009 році через вичерпання запасів, при цьому накопичений видобуток з нього досягнув 1,75 млрд м³ товарного газу (та 167 млн барелів нафти). У першій половині 2020-х провели роботи з демонтажу трубопроводу Гріффін — Тубріджі.